# 猶因他獸科
猶因他獸科（學名：Uintatheriidae）是已滅絕的一科哺乳動物，其下包含了猶因他獸。牠們屬於恐角目，是原始的哺乳動物，有時被包含在踝節目下。
猶因他獸科物種為古新世晚期至始新世中期時體型最大的陸生動物，具有粗壯的腿、厚重的骨頭、寬腳掌以及很小的腦。本科物種最大的特徵在於頭部頂端具有許多如現存長頸鹿的皮骨角；以及一對如劍齒般的犬齒。牠們最終被體型更大的雷獸所取代。

## 分類學
- 猶因他獸科 Uintatheriidae
  - 猶因他獸亞科 Uintatheriinae
    - 原恐角獸屬 Prodinoceras
    - 深頜獸屬（英语：Bathyopsis） Bathyopsis
    - 猶因他獸屬 Uintatherium
    - Tetheopsis（英语：Tetheopsis）
    - 始王獸屬 Eobasileus

  - 戈壁獸亞科 Gobiatheriinae
    - 戈壁獸屬 Gobiatherium

猶因他獸科下的戈壁獸由於缺乏其他猶因他獸科的角及尖牙，故牠有時被分類在自己的戈壁獸科下。